# 沈有振
沈有振（：／ Sim Yu Jin，1999年5月13日—），曾譯作申玉靜，韓国女子羽毛球運動員。

## 簡歷
2018年4月，沈有振出战中國陵水羽毛球大師賽，在女单準决赛以0比2（11-21、11-21）不敌队友金佳恩。
2022年5月，沈有振於2022年優霸盃決賽中對戰中國王祉怡，最後以28：26，18：21，21：8 勝出對手，並以總成績3：2擊敗中國，幫助韓國隊獲得隊史上第二座優霸盃冠軍。

## 主要比賽成績
只列出曾進入準決賽的國際賽事成績：
| 年份   | 賽事                     | 公開賽級別 | 項目     | 成績   |
| ------ | ------------------------ | ---------- | -------- | ------ |
| 2017年 | 亞洲青年羽毛球錦標賽     | 其他       | 混合團體 | 冠軍   |
| 2018年 | 中國陵水羽毛球大師賽     | 超級100賽  | 女子單打 | 準決賽 |
| 2018年 | 挪威羽毛球國際賽         | 國際系列賽 | 女子單打 | 冠軍   |
| 2018年 | 愛爾蘭羽毛球公開賽       | 國際系列賽 | 女子單打 | 準決賽 |
| 2019年 | 中國陵水羽毛球大師賽     | 超級100賽  | 女子單打 | 準決賽 |
| 2019年 | 蒙古國羽毛球國際賽       | 國際挑戰賽 | 女子單打 | 亞軍   |
| 2020年 | 亞洲羽毛球團體錦標賽     | 其他       | 女子團體 | 亞軍   |
| 2021年 | 優霸盃                   | 其他       | 女子團體 | 季軍   |
| 2022年 | 亞洲羽毛球團體錦標賽     | 其他       | 女子團體 | 亞軍   |
| 2022年 | 優霸盃                   | 其他       | 女子團體 | 冠軍   |
| 2023年 | 亞洲羽球混合團體錦標賽   | 其他       | 混合團體 | 亞軍   |
| 2023年 | 北馬里亞納羽毛球公開賽   | 國際挑戰賽 | 女子單打 | 準決賽 |
| 2023年 | 印尼泗水羽毛球國際挑戰賽 | 國際挑戰賽 | 女子單打 | 冠軍   |
| 2023年 | 印尼泗水羽毛球大師賽     | 超級100賽  | 女子單打 | 準決賽 |
| 2024年 | 越南羽毛球國際挑戰賽     | 國際挑戰賽 | 女子單打 | 冠軍   |
| 2024年 | 優霸盃                   | 其他       | 女子團體 | 季軍   |
| 2024年 | 印尼羽毛球國際挑戰賽     | 國際挑戰賽 | 女子單打 | 準決賽 |
| 2024年 | 韓國羽毛球公開賽         | 超級500賽  | 女子單打 | 準決賽 |
| 2024年 | 台北羽球公開賽           | 超級300賽  | 女子單打 | 冠軍   |
| 2024年 | 日本熊本羽毛球大師賽     | 超級500賽  | 女子單打 | 準決賽 |
| 2025年 | 印尼羽毛球大師賽         | 超級500賽  | 女子單打 | 亞軍   |
| 2025年 | 亞洲羽毛球錦標賽         | 其他       | 女子單打 | 季軍   |
| 2025年 | 蘇迪曼盃                 | 其他       | 混合團体 | 亞軍   |
| 2025年 | 臺北羽毛球公開賽         | 超級300賽  | 女子單打 | 準決賽 |

| 2007-2017年 | 首要超級賽 | 超級賽 | 黃金大獎賽 | 大獎賽 | 國際挑戰賽 | 國際系列賽 | 未來系列賽 | 其他 |

| 2018-2026年 | 總決賽 | 超級1000賽 | 超級750賽 | 超級500賽 | 超級300賽 | 超級100賽 | 國際挑戰賽 | 國際系列賽 | 未來系列賽 | 其他 |

### 奧運會和世錦賽參賽紀錄
|          | 2022 |
| -------- | ---- |
| 女子單打 | 32強 |

### 世界冠軍頭銜
沈有振在羽毛球生涯中共奪得1項羽毛球世界冠軍頭銜。
| 賽事   | 奪冠次數 | 年份               |
| ------ | -------- | ------------------ |
| 優霸盃 | 1        | 2022年（女子團體） |
| 總計   | 1        |                    |